# The Ghost Sonata
The Ghost Sonata è un album del gruppo di San Francisco Tuxedomoon, pubblicato nel 1991. L'album è basato sullo spettacolo dei Tuxedomoon svoltosi al festival Inteatro di Polverigi nel 1982, e nuovamente registrato nel 1990.

## Tracce

### Versione originale
1. The Funeral of a Friend
2. The Ghost Sonata
3. Catalyst
4. An Affair at the Soiree
5. Music Number Two
6. A Drowning
7. The Cascade
8. A Mystic Death
9. Basso Pomade (Dogs Licking My Heart)
10. Licorice Stick Ostinato
11. The Laboratory (Parts 1 & 2)
12. Les Odalisques
13. An Unsigned Postcard
14. Music Number Two (Reprise)

## Credits
- Violoncello – Antonella Lisi, Graziano Benvenutti
- Clarinetto – Graziano Gerboni, Marcello Galli
- Contrabbasso – Francesco Guidobaldi
- Edited By – James Neiss*, Peter Principle
- Fonico – Jerome Sandron*, Bruno Donini, Drem Bruinsma, Gilles Martin
- Flauto – Gregorio Bardini
- Oboe – Roberto Mori
- Diretto da – Blaine L. Reininger
- Performer – Blaine L. Reininger, Peter Principle, Steven Brown
- Fotografo di copertina [Cover Photography] – Roberto Nanni, Saskia Lupini
- Produttore – Tuxedomoon
- Primo violino – Emanuela Piccini, Christina Ottavi, Sandro Rossini
- secondo violino – Marina Santoro, Sabrina Franca, Sandra Steffanini

## Ristampe
- 1997 - Cramboy, Europe
- 2000 - ArsNova, Russia